# Discographie d'Emeli Sandé
Voici la discographie de la chanteuse Emeli Sandé composée de deux albums studio et de sept singles.

## Albums

### Albums studio
| Titre                 | Détails                                                                                 | Meilleure position | Meilleure position | Meilleure position | Meilleure position | Meilleure position | Meilleure position | Meilleure position | Meilleure position | Meilleure position | Meilleure position | Certifications          |
| Titre                 | Détails                                                                                 | R-U                | AUS                | AUT                | BEL (Fl)           | FIN                | DAN                | IRL                | P-B                | N-Z                | SUI                | Certifications          |
| --------------------- | --------------------------------------------------------------------------------------- | ------------------ | ------------------ | ------------------ | ------------------ | ------------------ | ------------------ | ------------------ | ------------------ | ------------------ | ------------------ | ----------------------- |
| Our Version of Events | - Sortie : 13 février 2012 - Label: EMI, Virgin Records - Formats: CD, digital download | 1                  | 17                 | 37                 | 5                  | 5                  | 8                  | 2                  | 9                  | 24                 | 12                 | - Royaume-Uni : Platine |

## Singles

### En tant qu'artiste principale
| Titre                                                              | Année | Meilleure position | Meilleure position | Meilleure position | Meilleure position | Meilleure position | Meilleure position | Meilleure position | Meilleure position | Meilleure position | Meilleure position | Certifications                                                      | Album                 |
| Titre                                                              | Année | R-U                | AUS                | BEL (Fl)           | FIN                | DAN                | ITA                | IRL                | P-B                | N-Z                | SUI                | Certifications                                                      | Album                 |
| ------------------------------------------------------------------ | ----- | ------------------ | ------------------ | ------------------ | ------------------ | ------------------ | ------------------ | ------------------ | ------------------ | ------------------ | ------------------ | ------------------------------------------------------------------- | --------------------- |
| Heaven                                                             | 2011  | 2                  | —                  | 23                 | —                  | 3                  | 10                 | 29                 | 69                 | —                  | —                  | - Royaume-Uni : Argent - Belgique : Or - Italie: Or - Danemark : Or | Our Version of Events |
| Daddy (featuring Naughty Boy)                                      | 2011  | 21                 | —                  | 62                 | 8                  | —                  | —                  | —                  | —                  | —                  | —                  |                                                                     | Our Version of Events |
| Next to Me                                                         | 2012  | 2                  | 49                 | 6                  | 4                  | 28                 | 17                 | 1                  | 4                  | 6                  | 65                 | - Australie: Platine - ITA: Gold - Nouvelle-Zélande: Platine        | Our Version of Events |
| My Kind of Love                                                    | 2012  | 19                 | —                  | —                  | —                  | —                  | —                  | 41                 | —                  | —                  | —                  |                                                                     | Our Version of Events |
| "—" signifie que le single n'est pas sorti ou classé dans le pays. |       |                    |                    |                    |                    |                    |                    |                    |                    |                    |                    |                                                                     |                       |

### En tant qu'artiste invité
| Titre                                                              | Année | Meilleure position | Meilleure position | Meilleure position | Meilleure position | Meilleure position | Meilleure position | Certifications                          | Album                 |
| Titre                                                              | Année | R-U                | AUS                | BEL (Fl)           | BEL (Wa)           | IRL                | SUI                | Certifications                          | Album                 |
| ------------------------------------------------------------------ | ----- | ------------------ | ------------------ | ------------------ | ------------------ | ------------------ | ------------------ | --------------------------------------- | --------------------- |
| Diamond Rings (Chipmunk featuring Emeli Sandé)                     | 2009  | 6                  | —                  | —                  | —                  | —                  | —                  |                                         | I Am Chipmunk         |
| Never Be Your Woman (Wiley featuring Emeli Sandé)                  | 2010  | 8                  | —                  | —                  | —                  | —                  | —                  |                                         | Non-album single      |
| Read All About It (Professor Green featuring Emeli Sandé)          | 2011  | 1                  | 34                 | 21                 | 54                 | 2                  | 58                 | - Australie : Platine - Royaume-Uni: Or | At Your Inconvenience |
| Wonder (Naughty Boy featuring Emeli Sandé)                         | 2012  | 10                 | —                  | 45                 | —                  | 8                  | —                  |                                         | Hotel Cabana          |
| "—" signifie que le single n'est pas sorti ou classé dans le pays. |       |                    |                    |                    |                    |                    |                    |                                         |                       |

### Autres chansons classées
| Chanson                                                 | Année | Meilleure position | Album                 |
| Chanson                                                 | Année | R-U                | Album                 |
| ------------------------------------------------------- | ----- | ------------------ | --------------------- |
| Read All About It (Pt. III)                             | 2012  | 49                 | Our Version of Events |
| Beneath Your Beautiful (Labrinth featuring Emeli Sandé) | 2012  | 200                | Electronic Earth      |

## Autres apparitions
| Single                                                                 | Année | Album                |
| ---------------------------------------------------------------------- | ----- | -------------------- |
| Kids That Love to Dance (Professor Green featuring Emeli Sandé)        | 2010  | Alive Till I'm Dead  |
| Let Go (Tinie Tempah featuring Emeli Sandé)                            | 2010  | Disc-Overy           |
| Dreamer[a] (Devlin featuring Emeli Sandé)                              | 2010  | Bud, Sweat and Beers |
| Beneath Your Beautiful (Labrinth featuring Emeli Sandé)                | 2012  | Electronic Earth     |
| Can't Believe It (Tinchy Stryder featuring Emeli Sandé & Tinie Tempah) | 2012  | Full Tank            |

## Clips vidéos
| Chanson             | Année | Artiste                                 | Réalisateur      | Référence(s) |
| ------------------- | ----- | --------------------------------------- | ---------------- | ------------ |
| Never Be Your Woman | 2010  | Wiley (featuring Emeli Sandé)           | NC               | NC           |
| Heaven              | 2011  | Emeli Sandé                             | Jake Nava        | [ 19 ]       |
| Read All About It   | 2011  | Professor Green (featuring Emeli Sandé) | Henry Scholfield | [ 20 ]       |
| Daddy               | 2011  | Emeli Sandé                             | AG Rojas         | [ 21 ]       |
| Next to Me          | 2012  | Emeli Sandé                             | Chris Mehling    | [ 22 ]       |
| My Kind Of Love     | 2012  | Emeli Sandé                             | Chris Mehling    | NC           |

## Crédits et personnels auteur
- Boys Lie - coécrit avec Shahid Khan; recorded and released by Cheryl, 3:39
- Brainwashed — coécrit avec James Devlin, Pontus Hjelm & Eshraque Mughal; enregistré et sorti par Devlin & Milena Sanchez, 3:24[23]
- Kids That Love to Dance — coécrit avec Shahid Khan & Steven Marsden; enregistré et sorti par alongside Professor Green, 2:46[23]
- Let Go — coécrit avec Benjamin Harrison, Emile Haynie, Shahid Khan & Patrick Okogwu; enregistré et sorti par alongside Tinie Tempah, 4:18[23]
- Let It Rain — coécrit avec Kwasi Danquah & Nathaniel Ritchie; recorded and released by Tinchy Stryder & Melanie Fiona, 3:40[23]
- Radio — coécrit avec Shahid Khan; enregistré et sorti par Alesha Dixon, 3:04[23]
- Read All About It — coécrit avec Sajid Khan; enregistré et sorti par alongside Professor Green, 3:55[23]
- This Will Be the Year — coécrit avec Josh Kear & Shahid Khan; enregistré et sorti par Susan Boyle, 3:53[23]
- Til the End - coécrit avec Kwasi Danquah & Shahid Khan; enregistré et sorti par Tinchy Stryder & Amelle Berrabah, 3:22[23]
- Underdog Law - coécrit avec Jermaine Scott; enregistré par Wretch 32, 3:13[23]